# Seznamy hvězd
Níže jsou uvedeny seznamy hvězd. Hvězdy jsou jedním ze základních astronomických objektů, počet hvězd v Mléčné dráze se odhaduje na stovky miliard až bilion. Takové množství hvězd nelze seřadit do žádného seznamu, přesto se astronomové pokouší vytvářet určité katalogy a v moderní éře internetu rozsáhlé databáze přístupné online.
Zde uvedené seznamy jsou setříděny dle určitého kritéria, které umožní prvotní náhled do dané skupiny hvězd.

## Podle souhvězdí
- Seznamy hvězd podle souhvězdí
- Seznam nejjasnějších hvězd souhvězdí

## Podle označení/jména
- Seznam tradičních názvů hvězd
- Seznam hvězd na české wikipedii

## Podle vzdálenosti
- Seznam nejbližších hvězd
- Seznam nejbližších jasných hvězd

## Podle fyzikálních charakteristik
- Seznam nejjasnějších hvězd
- Seznam nejzářivějších hvězd
- Seznam nejlehčích hvězd
- Seznam nejmenších hvězd
- Seznam nejtěžších hvězd
- Seznam největších hvězd

## Podle proměnnosti či jiných faktorů
- Seznam proměnných hvězd
- Seznam polopravidelných proměnných hvězd
- Seznam pulzarů

## Podle katalogu
Seznam hvězd podle katalogu by byl veliký a náročný na zpracování. Proto jsou zde uvedeny pouze odkazy na nejznámější katalogy hvězd.
- Bonner Durchmusterung
- Henry Draper Catalogue
- Boss General Catalogue
- Glieseho katalog
- Katalog Hipparcos
- Katalog Tycho a Katalog Tycho-2
- HabCat
- Bright Star katalog
- 2MASS
- Carte du Ciel
- SAO katalog
- Guide Star Catalog